# Надбужанка
Надбужанка (пол. Nadbużanka) — село в Польщі, у гміні Воля-Угруська Володавського повіту Люблінського воєводства.
У 1975-1998 роках село належало до Холмського воєводства.